# Mihaela Petrilă
Mihaela Petrilă (n. 7 mai 1991, Pașcani, Iași, România) este o canotoare română medaliată cu bronz la Jocurile Olimpice de vară din 2016 în proba de 8+1, legitimată în prezent la CSM Iași.

## Carieră
Primul rezultat notabil a venit în 2009, când Mihaela Petrilă și Andreea Boghian au cucerit medalia de aur la dublu vâsle în cadrul Mondialelor de Juniori de la Brive-la-Gaillarde.
Cuplul Petrilă—Ioana Crăciun a obținut o medalie de bronz în cadrul Campionatelor Mondiale U23 din 2011, desfășurate la Amsterdam.
La regata preolimpică de la Lucerna (Elveția) din 2012, echipajul de patru vâsle (Nicoleta Albu, Roxana Cogianu și Boghian) a obținut locul doi.
La Campionatul Mondial pentru Tineret din 2013, Petrilă a obținut medalia de aur la dublu rame, împreună cu Mădălina Bereș.
În 2014, la Campionatele Europene desfășurate în Belgrad (Serbia), echipajul feminin de 8+1 a cucerit o nouă medalie, de data aceasta una de aur. La regata de la Lucerna, același echipaj a cucerit medalia de argint.

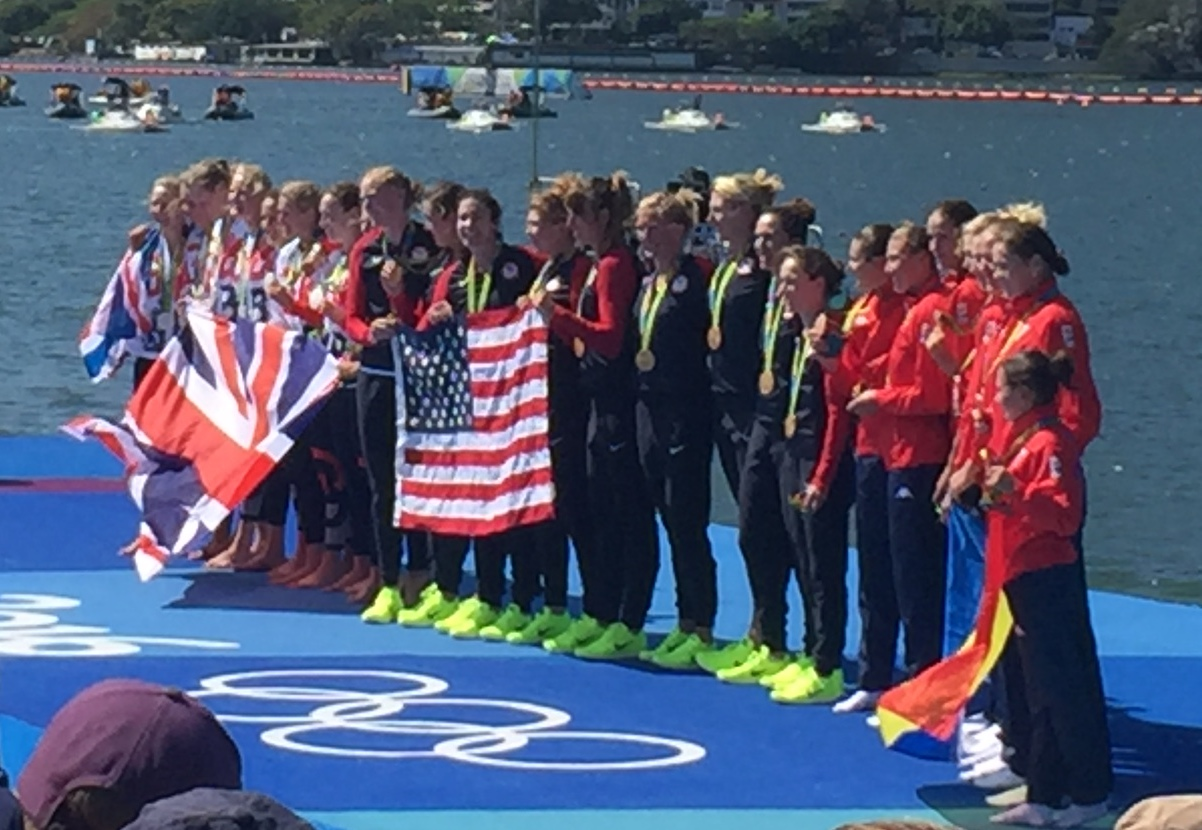
La Jocurile Olimpice de la Rio

În 2015, la Europenele de la Poznań (Polonia), același echipaj a câștigat încă o medalie de bronz.
În 2016, prin rezultatul din cadrul regatei preolimpice de la Lucerna, echipajul de 8+1 (Andreea Boghian, Ioana Strungaru, Mădălina Bereș, Adelina Boguș, Laura Oprea, Roxana Cogianu, Irina Dorneanu, Daniela Druncea și Mihaela Petrilă) a reușit să se califice de pe primul loc la Jocurile Olimpice de vară din 2016. Echipajul a obținut medalia de bronz, după ce în urmă cu patru ani canotajul românesc nu a cucerit nicio medalie.

### Palmares competițional
| An   | Competiție                         | Locație                    | Loc | Eveniment | Note      |
| ---- | ---------------------------------- | -------------------------- | --- | --------- | --------- |
| 2008 | Campionatele Mondiale de Juniori   | Linz, Austria              | 4   | JW1x      | 08:07.270 |
| 2009 | Campionatele Mondiale de Juniori   | Brive-la-Gaillarde, Franța | 1   | JW2-      | 07:21.400 |
| 2011 | Campionatele Mondiale U23          | Amsterdam, Olanda          | 2   | BW2x      | 06:54.920 |
| 2012 | Regata preolimpică                 | Lucerna, Elveția           | 2   | W4x       | 06:38.340 |
| 2012 | Campionatele Mondiale U23          | Trakai, Lituania           | 6   | BW4x      | 07:14.890 |
| 2013 | Campionatele Mondiale U23          | Linz, Austria              | 1   | BW2-      | 07:24.370 |
| 2014 | Campionatele Europene              | Belgrad, Serbia            | 1   | W8+       | 06:16.640 |
| 2014 | Cupa Mondială                      | Lucerna, Elveția           | 2   | W8+       | 06:14.500 |
| 2014 | Campionatele Mondiale              | Amsterdam, Olanda          | 4   | W8+       | 06:02.840 |
| 2015 | Campionatele Europene              | Poznań, Polonia            | 3   | W8+       | 06:12.990 |
| 2015 | Cupa Mondială                      | Lucerna, Elveția           | 4   | W8+       | 06:11.740 |
| 2016 | Campionatele Europene              | Brandenburg, Germania      | 4   | W8+       | 06:58.260 |
| 2016 | Regata preolimpică                 | Lucerna, Elveția           | 1   | W8+       | 06:02.560 |
| 2016 | Jocurile Olimpice de vară din 2016 | Rio de Janeiro, Brazilia   | 3   | W8+       | 06:04.100 |